# Donaria
Se llaman donarias a las ofrendas o presentes que se hacían a los dioses y que se colgaban en sus templos en agradecimiento de un favor recibido o para conseguir de ellos una gracia.
Estas ofrendas eran proporcionadas a las facultades de cada uno. Los sacerdotes tenían cuidado de disminuir de cuando en cuando su número para que la multitud de ellas no embarazase el templo. Se retiraban a veces en ocasiones apuradas y servían para cubrir en todo o parte las cargas o necesidades del Estado, como se hizo en Roma después de la batalla de Cannas.
Se llamaba también donaría el sitio en donde se colocaban estas ofrendas y por extensión se dio este nombre al mismo templo. 